# Santa Catalina (Ilocos Sur)
Santa Catalina  (Bayan ng Santa Catalina) es un municipio filipino de segunda quinta perteneciente a  la provincia de Ilocos del Sur en la Región Administrativa de Ilocos, también denominada Región I.

## Barangays
Santa Catalina se divide, a los efectos administrativos, en 9 barangayes o barrios, conforme a la siguiente relación:
- Cabaroan
- Cabittaogan
- Cabuloan
- Pangada
- Paratong
- Población
- Sinabaan
- Subec
- Tamorong

### Sitios
En este municipio hay 3 sitios, a saber:
- Calawaan, en el barrio de Tamorong.
- Mindanao, antes conocido como Sabangan, en el barrio de Paratong.
- Punta, en el barrio de Cabittaogan.